# Citec
Citec är ett globalt teknikkonsultföretag som säljer teknisk planering och konsulttjänster för energi-, olja och gas-, process-, tillverknings- och järnvägsindustrin. Man har stora internationella industriföretag som kunder.
Företaget grundades 1984 och var tidigare uppdelat i två separata företag, Citec Engineering och Citec Information. År 2012 blev Sentica Partners ny majoritetsägare och företagen slogs samman till Citec. Kapitalplaceringsbolaget Sentica Partners, grundaren Rune Westergård och ledningen är idag ägare av bolaget. 
År 2021 var antalet anställda på Citec ca 1000 globalt. Omsättningen var omkring 73 miljoner euro. Citec har sitt huvudkontor i Vasa i Finland, med övriga kontor i Finland, Sverige, Norge, Frankrike, Tyskland, Saudiarabien och Indien.
Johan Westermarck är VD och som bolagets styrelseordförande fungerar Johan Wentzel. 